# 辻 (那覇市)

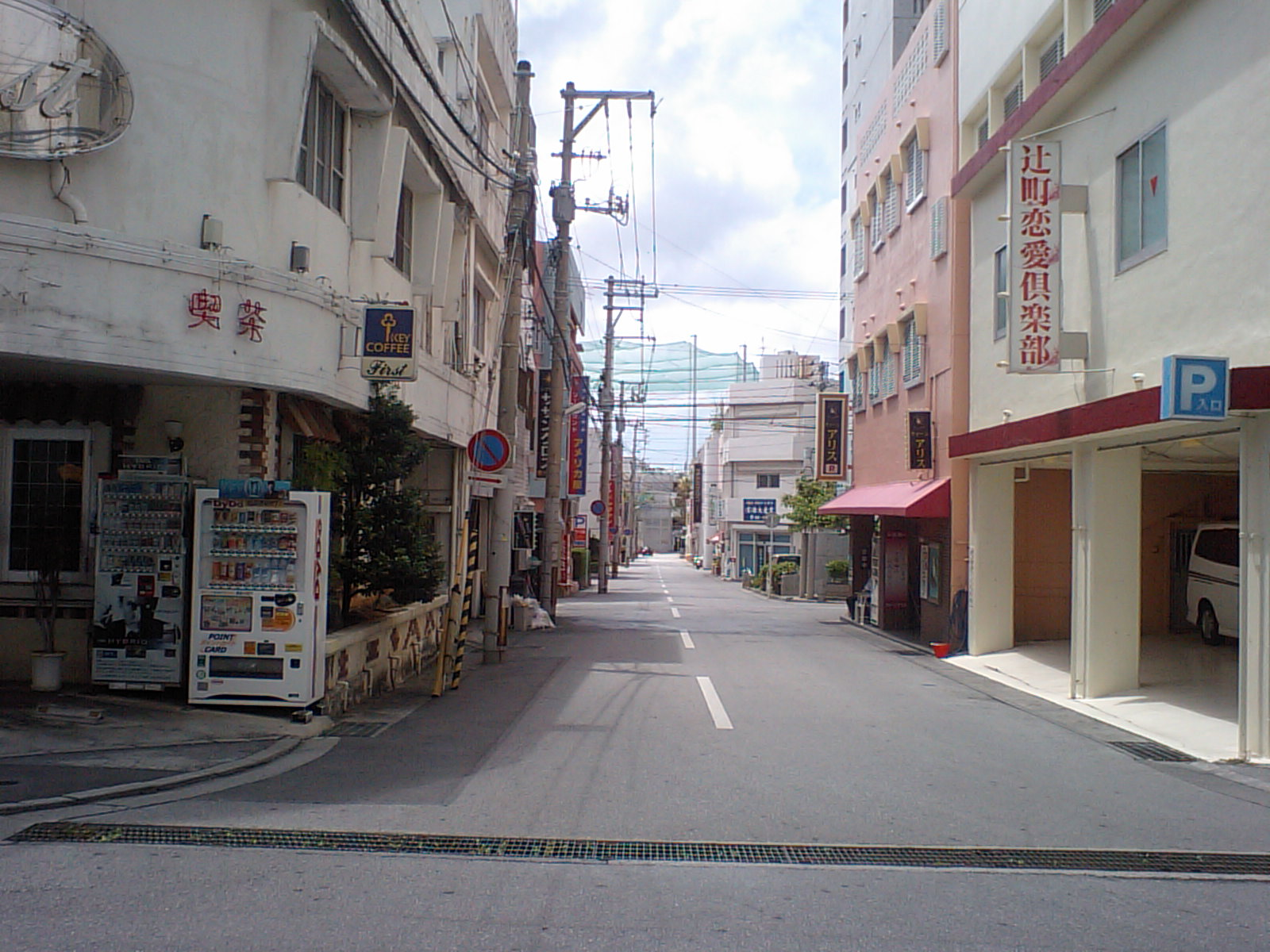
日中の辻ソープ街。

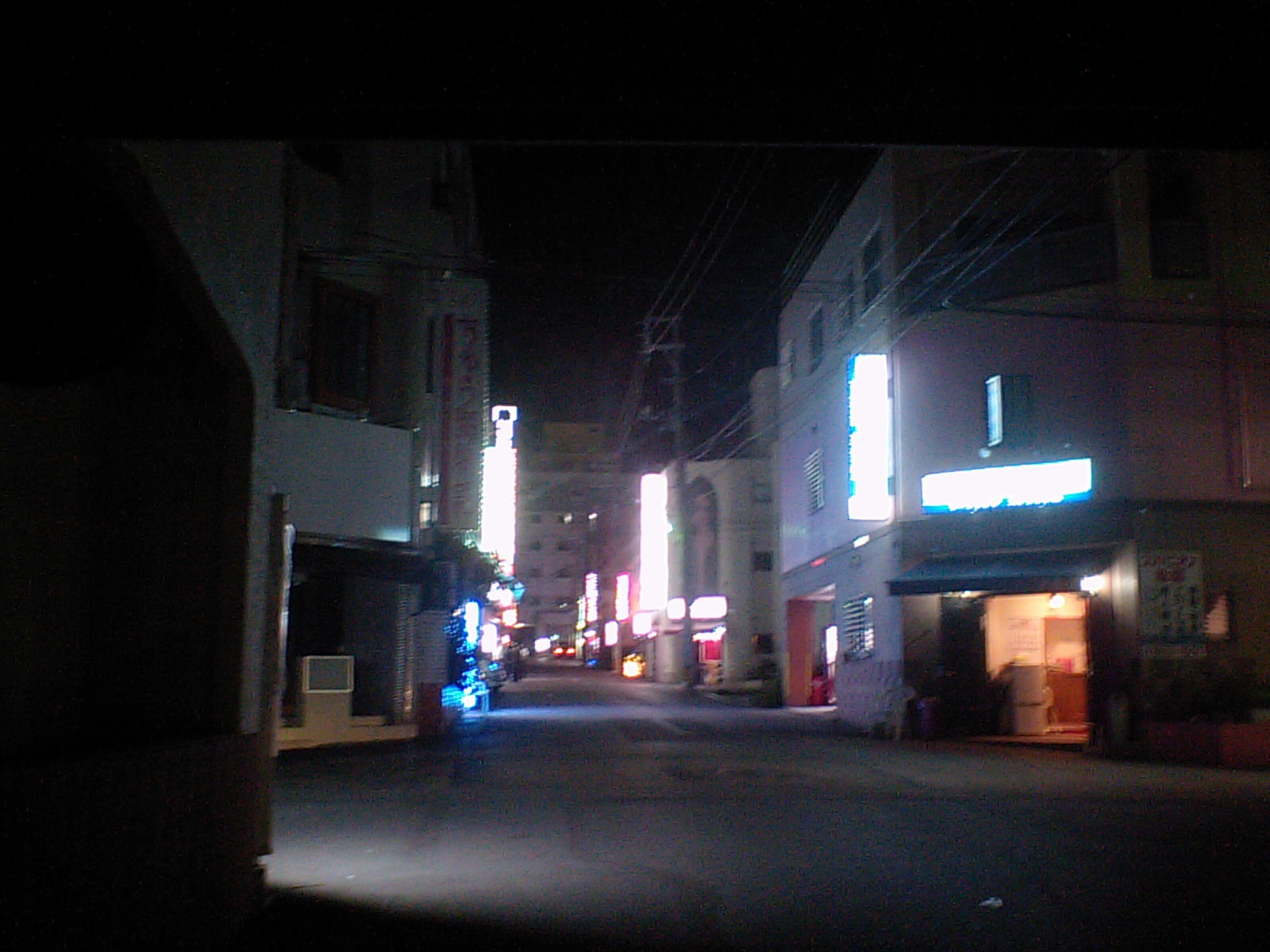
夜を迎えた辻ソープ街。

辻（つじ、琉：チージ）は、沖縄県那覇市の地名。辻一丁目から辻三丁目まである。辻は風俗街としての性質を担っており、太平洋戦争（大東亜戦争）中の空襲で焼失するまで、郭所（遊廓）として栄えた。郵便番号は900-0037。

## 概要
沖縄県庁舎、国際通り方面から見て、国道58号を挟んで西部に位置し、西・久米・若狭と隣接し、東を若狭大通り、西を沖縄ガス通りとする一帯である。近隣地域は歓楽街の様相を呈しているが、辻自体は風俗街としての要素が強い。太平洋戦争（大東亜戦争）中の空襲で焼失するまでは郭所（遊廓）として栄えた。地域内は一丁目と二丁目と三丁目とに分かれており、那覇市の都市計画では地内は商業地域に割り当てられているが、市営住宅や老人福祉施設もあり、小学校学区は那覇市立天妃小学校である。また、若狭との境目近辺には波上洞穴遺跡、セーコージヤマ遺跡などが存在する。
辻二丁目はソープランドを初めとした風俗店、ラブホテルの目立つ地域となっており、沖縄の夜遊び・性風俗情報誌で「泡店」として掲載されているものだけでも40軒前後にのぼる。
なお、「辻」の字は当て字であり、標準的な日本語で言う所の辻の意味は全く持ち合わせていない。「つじ」あるいは「チージ」は、琉球語で「頂き」「高所」などを意味する言葉である。

## 歴史

### 先史時代と海岸線の変遷
那覇軍港から泊近辺に至るこの一帯は、基底部分こそ琉球石灰岩基底面に属し堅強なるものの、その上には軟弱な粘土を主体としている沖積層が厚く堆積しており、現在も地盤沈下が危惧される地域である。また、海抜は低く、縄文時代の縄文海進期（約6000年前）に於いては海面下にあったと見られ、出土した化石や堆積物からもこれをうかがい知ることができる。海面自体は約1000年前からほぼ変化がないとされるが、その時点ではこの一帯は入江状の地形に大小の島が浮かんでいると言った状態であった。地形図によれば1700年頃の辻と周辺地域は比較的大きな島を形成していたと見られる。マシュー・ペリーの残した1853年の測量図では、東シナ海と漫湖を隔てるような島が描かれている。これ以降の時期に漫湖をはじめとする内海の本格的な埋め立てが始まったとされる。

### 戦前

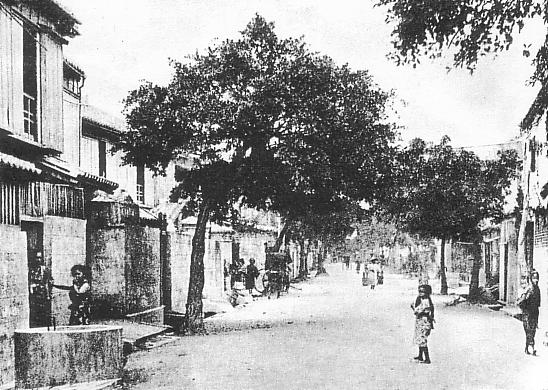
昭和初期の辻

元々は一面の荒野であったが、1672年、琉球王国の摂政、羽地朝秀により、琉球各地に多数居た尾類（ジュリ、技芸の教養を身に付け、冊封使や首里の貴人、那覇商人を相手にもてなしをした女性）を集め、辻、仲島（ナカシマ、現在の那覇バスターミナル付近）、その後渡地（ワタンジ、那覇港南側の沖縄製粉近辺）に遊廓が置かれた。薩摩、中華圏との貿易の欠かせなかった琉球にとって、冊封、薩摩の在番役人、商人などの慰安として、また、一般の婦女子を性犯罪から救うため、そして風紀の管理のために必要な措置であった。遊廓の楼名には、琉球風のものだけではなく、「海老爺」など中華風のものもみられた。なお、羽地は1667年に売春の撤廃を試みているがこれは叶わず、やむなくこれを管理することで風紀の維持を求めるに至ったと考えられている。以上のように辻村は人工的な村であり、一般の農村で見られるような血縁集団などは本質的には見られず、冠、婚、葬祭も行われない。
明治維新後、1879年（明治12年）の琉球処分及び廃藩置県により正式に大日本帝国沖縄県となると、各種の規制法や性病検査の義務化などの適用を受けるようになった。また同時にとりたてて裕福でもない一般庶民も多く出入りするようになった。また二十日正月に行われる「ジュリ馬行列」なる祭りは大人気であり、最寄り駅である沖縄電気路面電車の西武門駅は見物客で活気を見せた。
1908年になると仲島、渡地が辻に合併し、沖縄唯一の遊廓街となった辻は隆盛を極め、1934年（昭和9年）頃には176軒以上の遊廓が建ち並び、政財界を始めとしたありとあらゆる階層の男達が出入りするようになった。その結果、大正年間には沖縄県の年間予算の5%に及ぶ税収があったとも言われるほどの活況を呈し、沖縄県の一大産業と化した。
しかし太平洋戦争（大東亜戦争）が勃発すると、1944年（昭和19年）10月10日の空襲（十・十空襲）で焼き尽くされ、遊廓街としての辻は、その歴史に幕を下ろすこととなった。この際、一部のジュリは慰安婦として日本軍に徴用されたとされる。

### 戦後
辻の焼失後も、沖縄各所において主に駐留米兵を相手に、パンパン、ハニー（アメリカ兵の恋人）、私娼による売春は続けられ、事実上黙認されていた。この頃には特に本島中部では朝鮮戦争特需に沸いており、その上戦中から米兵による性犯罪が多発していたこともあり、男達の性欲処理のために歓楽街の復活が求められた。また、兵士への性感染症の蔓延を防ぐため、性病取締規則が公布されている。
ただし一連の運動は主に本島中部、コザ近辺が発端であり、現在の辻の成立に関する資料は多くはない。1952年までの間、辻近辺は立ち入り禁止区域とされていたが、1952年12月に料亭「松の下」が建設され、辻の再興が始まった。上原栄子らの活動により、また、ベトナム戦争景気などもあり、戦後も辻界隈は特殊地区として発展していくこととなる。
1969年の資料では、バー、クラブ、料亭などが多く見られるとされている。また、この時期には沖縄全土で少なくとも7400人程度の売春婦が見られ、その内、辻一帯には約800人の売春婦が存在したとされている。
1970年に売春防止法が制定され、1972年5月15日の沖縄返還によって日本の法律が適用されると、表向きには売春は行われなくなった。2010年現在はソープランドが多く見られている。
また、一時期はソープランドだけではなくステーキハウスが多いことでも著名であったが、那覇港の旅客が那覇空港に奪われてしまった為か、往時ほどの活気は無く、跡地が風俗店の無料案内所となっている例が散見される。

## 遊廓
遊廓とは言えその中で行われる行為が売春、即ち性行為のみではないことは、他の遊廓と変わらず、琉球の辻でもやはり言えたことである。遊廓は「花ぬ島」とも呼ばれ、琉球独特の歌謡や舞踏、料理によるもてなしがなされていた。辻のジュリは上方や金沢の舞妓、芸妓のような性質が強かったとされている。また、遊女は「尾類」または「侏𠌯（ニンベンに离）」（ジュリ、またはヅリ、ズリ。どちらも当て字）と呼ばれていた。辻内部は南部を前村渠（メーンダカリ）、北部を上村渠（ウィンダカリ）とし、独自の自治社会を培っており、1878年（明治11年）の『琉球漫録』によれば、「妓家200戸余、大なるは20名、小なるは5、6名にすぎず、娼妓凡そ1500人」と言った規模であった。
公的には禁止されていたものの、貧しい家庭から少女が売りに出されるという事態が多く見られ、専門の仲買人も居た。これを「辻売り」（チージウイ）と言った。特にソテツ地獄などの恐慌時には人身売買が多かったとされる。少女たちは早ければ4、5歳でに売りに出され、遊廓のしきたりや芸などを仕込まれ、一般的には14、5歳から売春を開始した。ジュリにとって一世一代の晴れ舞台と言うことで、初客に選ばれる男性は相当な資産や名声のある者が選ばれ、赤飯を炊いた上で祝言を交わしたと言う。また、売られた遊女たちも自らの稼ぎで自らを買い戻して自由の身になることも可能であった。
遊女はある程度外部と隔絶された生活を強いられていた。辻では遊女たちによる大幅な自治が認められ、その運営は元老の合議によって選ばれる姉盛前（シーザムイメ）と、それを補佐する妹盛前（ウツトムイメ）のもと、ほぼ全て女性によって行われていた。そのほか、辻言葉、尾類言葉などと言われる独特の言い回しも発達した。ジュリは歳を取ると、自らを買い戻した後の余分の貯蓄から若い女性を借り入れ抱母（アンマー、ジュリアンマー）となり、新たに店を構えることがよく見られ、抱母のほとんどは遊女出身であった。ただし前借金には月あたり1分5厘の利息が取られ、華やかに見えるジュリたちも実入りは売り上げの2、3割、実家へ仕送りを続ける場合もある上に、主食はサツマイモと言った有様で、その返済は決して楽ではなかった。独立後も辻に残る場合には、その抱親と共同体を形成し、客との間に産まれた子なども含め、緊密な関係が築かれていた。
風紀の乱れを避けるために役人の遊廓への立ち入り禁止令が出たが守られず、それではと今度は遊女の外出が禁止された時期もあったが、やはりこれも有名無実と化し、遊廓外の宿に（売春のために）出入りするなどの例も見られていた。馴染みともなれば客の家族とも親類同然の付き合いが行われていたほか、1934年の資料では辻の遊女たちが自由に外出し遊び回っているとされている。
また、日本の他の地方の一般的な遊廓では、客席において遊女が客に食事をねだり、それによって利益を得ることが当たり前であったが、辻においてはそのような振る舞いは見られなかった。病に伏した時は手厚い看護がなされ、子を産む事も比較的自由で、先述の共同体によりよく面倒が見られているなど、独特な風習が持たれており、辻の遊女の待遇はあくまで相対的にではあるにせよ、恵まれていた部類に入るとみられる。前述した初御客の際などは遊女の一世一代の初行事として、抱母は調査、準備に万全を尽くし、神仏にまで祈願し、自ら不寝番まで行った。また、客選びについて大きな自主性が与えられると同時に、琉球女は情が深いものであり、身体を売るだけではなく、上客とは一心同体となりその成功を応援し、時として大恋愛に発展する場合も多く見られた。そう言った事情であったので、新しい客を取る際にはいちげんさんはお断り、と、仲人が必要とされる例も多かった。この辺りは辻が大きな自治が認められて居た点、抱母や有力者の多くが自らも遊女であった点が、この独特な風習を形づくったと思われる。
なお辻は1886年（明治19年）と1901年（明治34年）9月16日、更に1919年（大正8年）と、3度に渡ってに大火に見舞われている。

### ニービチジュリ
沖縄には結婚式の夜、新郎の友人たちが集って、新郎を辻の遊廓に連れ込む習慣が有り、これをニービチジュリと言った。新郎の性行為の腕前のほどを鍛えて貰おうと言った意味のある習慣だったと見られている。

### 生殖器崇拝
琉球においても男根石、女陰石への信仰が見られている。本来はやはり豊作を祈願してのものであったと見られているが、世間一般でかような崇拝が慎まれる傾向にあった中でも、辻の拝所には相変わらず巨大な男根石が祀られていた。

## じゅり馬まつり
沖縄県那覇市の辻地区で、旧暦1月20日廿日正月（ハツカソーガチ）に行われる。
五穀豊穣、商売繁盛を祈願する伝統行事で、琉球文化を代表する祭りで主催者は一般財団法人辻新思会（ツジシンシカイ）。
紅型の琉球衣装で着飾り、馬の頭の飾りものをつけ、「さいんそる節（せんするぶし）」などの曲に合わせ「ユイユイ」と威勢よく声をあげながら舞を披露する。

## 交通
最寄り駅はゆいレール旭橋駅。辻の主要部までは徒歩で十数分、タクシーで数分程度。バスの場合は三重城バス停行きの市内線1,2,3,5,15,45系統が利用可能であり、特に沖縄県庁前または県庁前駅からは市内線1,2,5系統が辻、波の上方面行きとなる。

## その他
- 波の上自動車学校
- 辻老人憩の家 - 社会福祉法人陽風会の運営する老人福祉施設。
- 那覇ビーチサイドホテル
- BiBi Hotel 波之上